# Listen!!
Listen!! è un brano musicale j-pop scritto da Sachiko Omori (testo),
Hiroyuki Maezawa e Shinji Tamura (composizione) ed interpretato dal gruppo Ho-kago Tea Time, formato dalle quattro doppiatrici dell'anime K-On!: Aki Toyosaki, Yōko Hikasa, Satomi Satō, Minako Kotobuki ed Ayana Taketatsu. Il brano, il cui singolo è stato pubblicato il 28 aprile 2010, è stato utilizzato come prima sigla di chiusura della seconda stagione dell'anime K-On! dal 3 aprile al 29 giugno 2009.
Il singolo ha ottenuto un buon successo commerciale, debuttando nella classifica settimanale Oricon dei singoli più venduti in Giappone alla seconda posizione, in contemporanea con il singolo Go! Go! Maniac (pubblicato lo stesso giorno di Listen!!), sigla di apertura dell'anime, che invece debuttava alla prima posizione. Il singolo è stato certificato disco d'oro dalla Recording Industry Association of Japan.

## Tracce
Maxi Single Pony Canyon （PCCG-70073 / PCCG-70074）
1. Listen!! - 3:47
2. Our MAGIC - 4:12
3. Listen!! (Instrumental) - 3:47
4. Our MAGIC (Instrumental) - 4:12

Durata totale: 15 min 53 s

## Classifiche
| Classifica (2009)                  | Posizione massima |
| ---------------------------------- | ----------------- |
| Giappone (Oricon)                  | 2                 |
| Giappone (Billboard Japan Hot 100) | 1                 |